# NGC 977
NGC 977 este o galaxie spirală situată în constelația Balena. A fost descoperită în 28 noiembrie 1785 de către William Herschel. Se află la o distanță de 59,98 de megaparseci de Pământ.